# Réserve naturelle de Gålö
La réserve naturelle de Gålö (en suédois : Gålö naturreservat) est une réserve naturelle de l'archipel de Stockholm dans le comté de Stockholm en Suède,,.

## Présentation
La réserve naturelle de Gålö est située sur la péninsule de Gålö, dans la commune de Haninge.
La réserve naturelle a été créée le 26 janvier 2006 et couvre la quasi-totalité de Gålö.
La réserve a une superficie de 3 835 hectares, dont 1 750 hectares de terres, et est entièrement dans le réseau Natura 2000.
Le paysage de Gålös est caractérisé depuis des centaines d'années par l'agriculture, les déforestation antérieures et les nouvelles plantations. Le paysage agricole autour de la ferme de Stegsholm, avec un paysage culturel à petite échelle composé de champs arables, d'enclos de chênes, de bosquets et de prairies humides en bord de mer, présente en particulier une grande valeur culturelle.
Dans les enclos, on trouve des plantes telles que la gentiane des champs, la botryche lunaire et l'hélianthème commun.
Le long du littoral de Gålö, long d'environ 50 kilomètres, on voit des falaises polies, des criques peu profondes et l'une des plus longues plages de sable du comté de Stockholm (longue environ 480 mètres), située à Skälåkersviken appartenant à la station balnéaire de Gålö.
Au milieu de Gålö se trouve Norsträsk, un vestige de l'ancien détroit qui divisait Gålö en deux îles. 
La zone humide y a été restaurée au profit de la vie des oiseaux. Norsträsk est devenu un lieu de nidification, entre autres, pour le garrot à œil d'or, la sarcelle d'hiver, la foulque, le canard colvert et le cygne chanteur. 
Bredberget et Kasberget, culminant respectivement à 63 et 62 mètres, sont les plus hautes éminences de Gålö.
Nordöstra Gålö est traversé par plusieurs sentiers de randonnée, par exemple Stora Gålöslingan long de 11,7 kilomètres (marquage rouge), Gålö fornstig long de 3,8 kilomètres (marquage orange), Havtornsuddslingan long de 4,5 kilomètres (marquage bleu) et Stegsholmsrundan long d3 3,3 kilomètres (marquage orange).

## Galerie

La ferme de Stegsholm
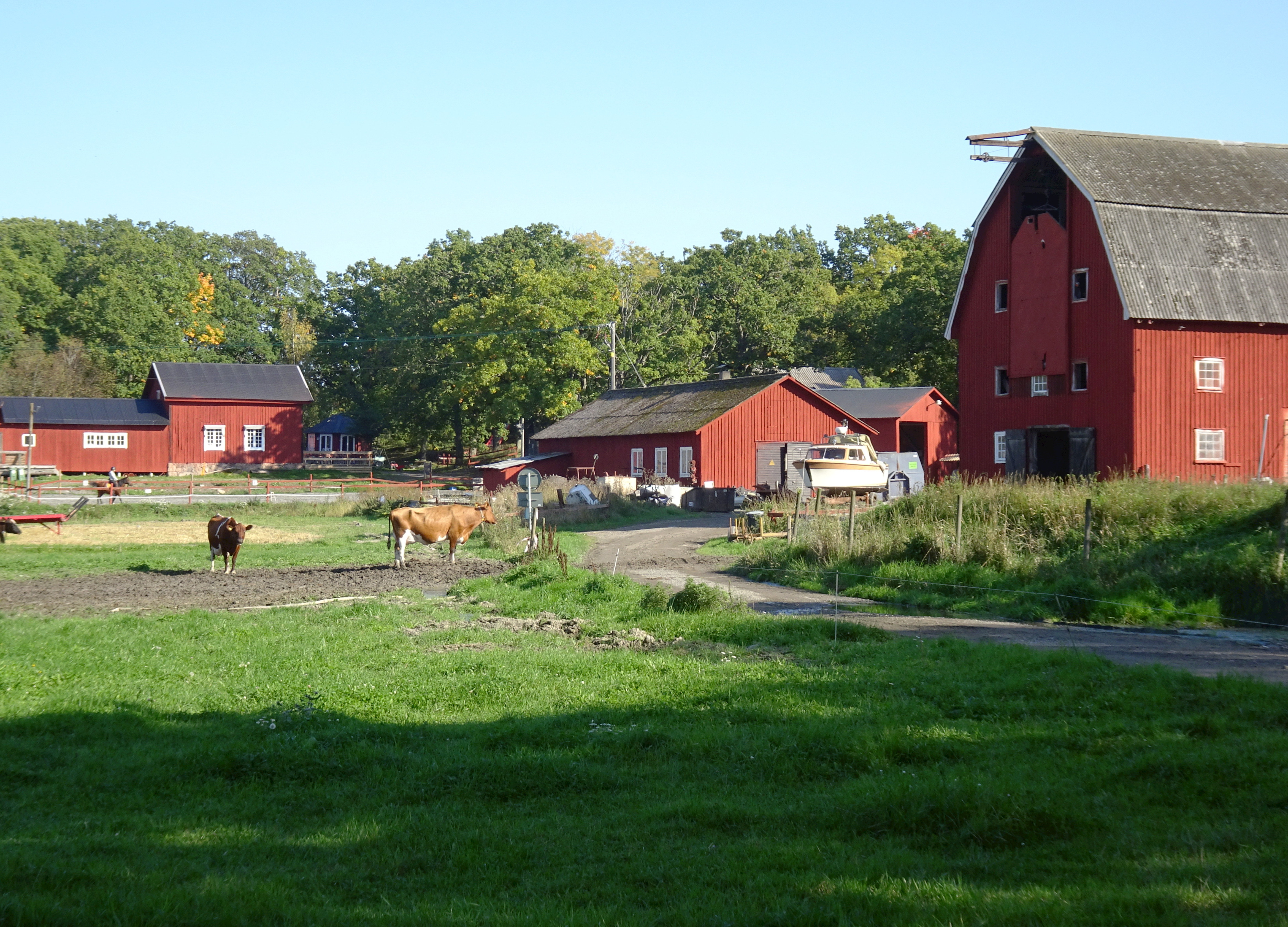
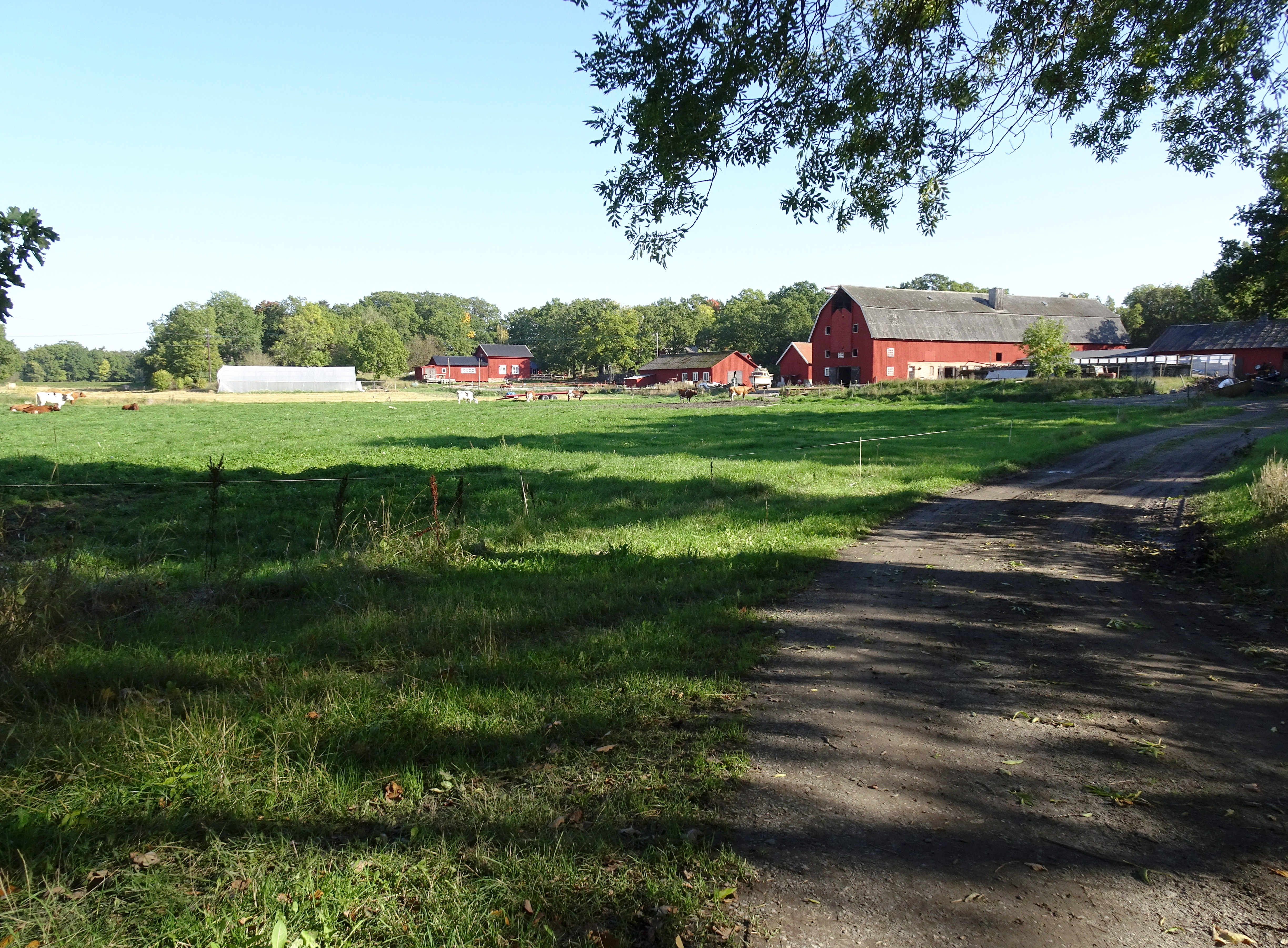
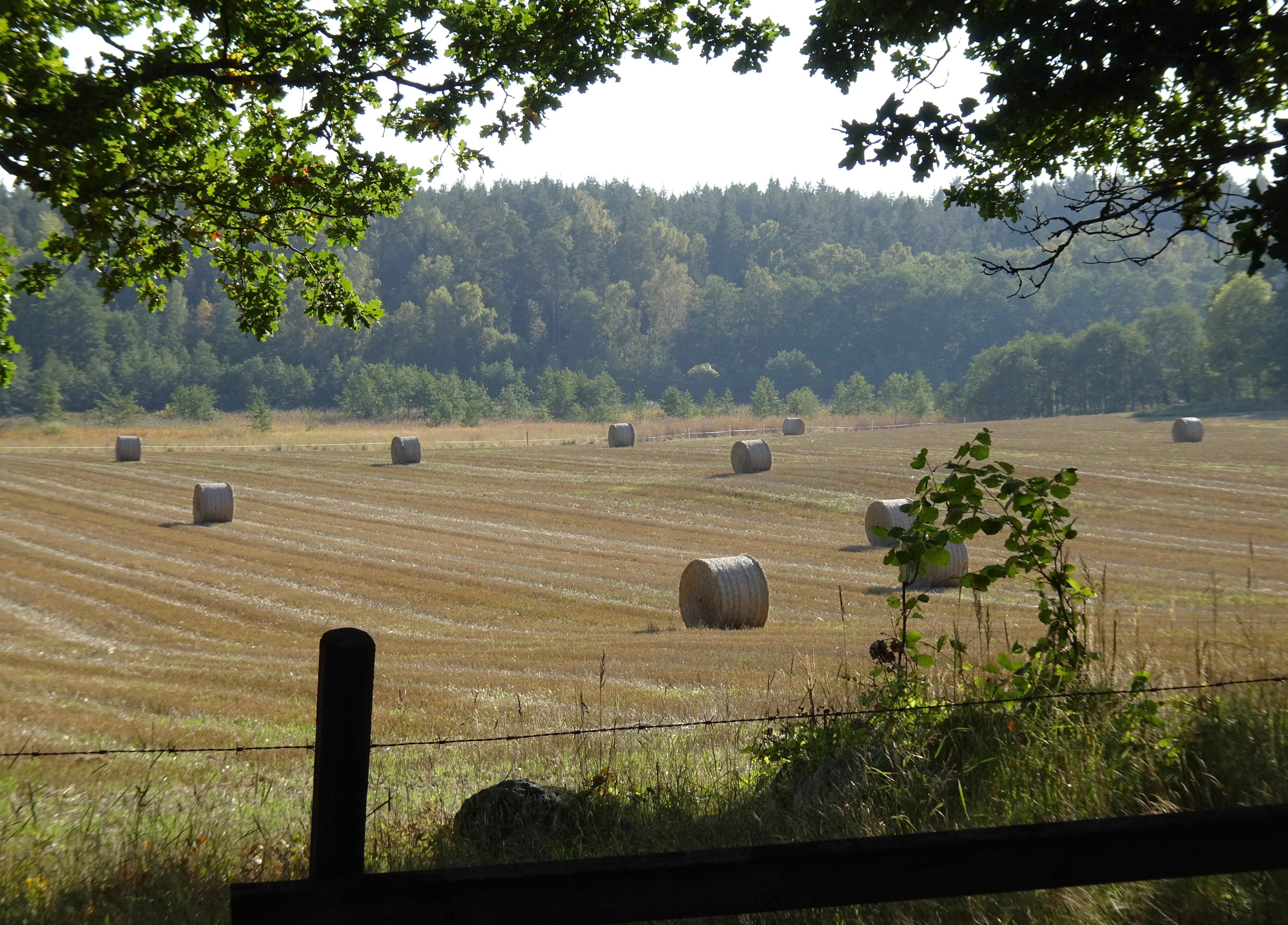

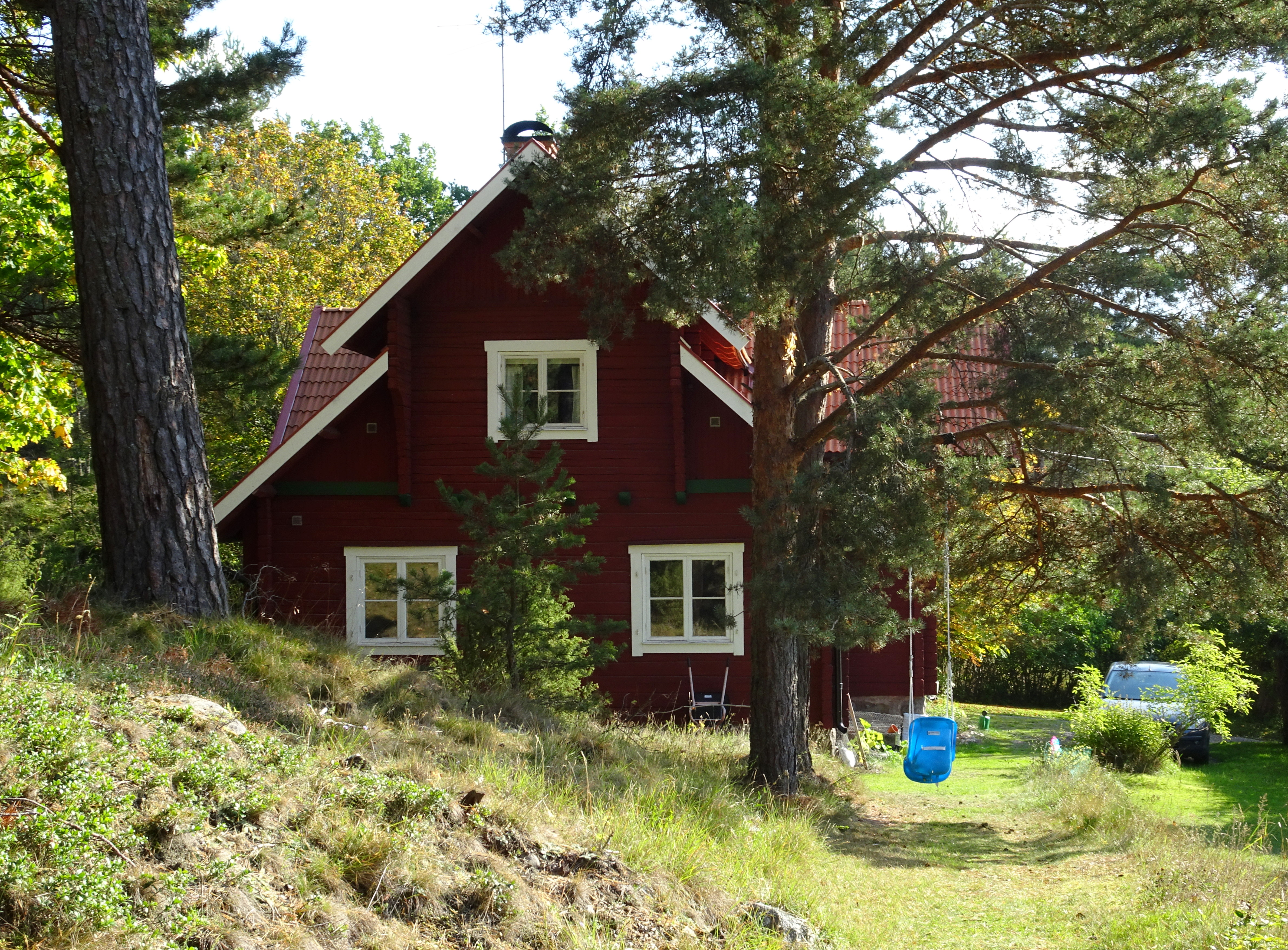
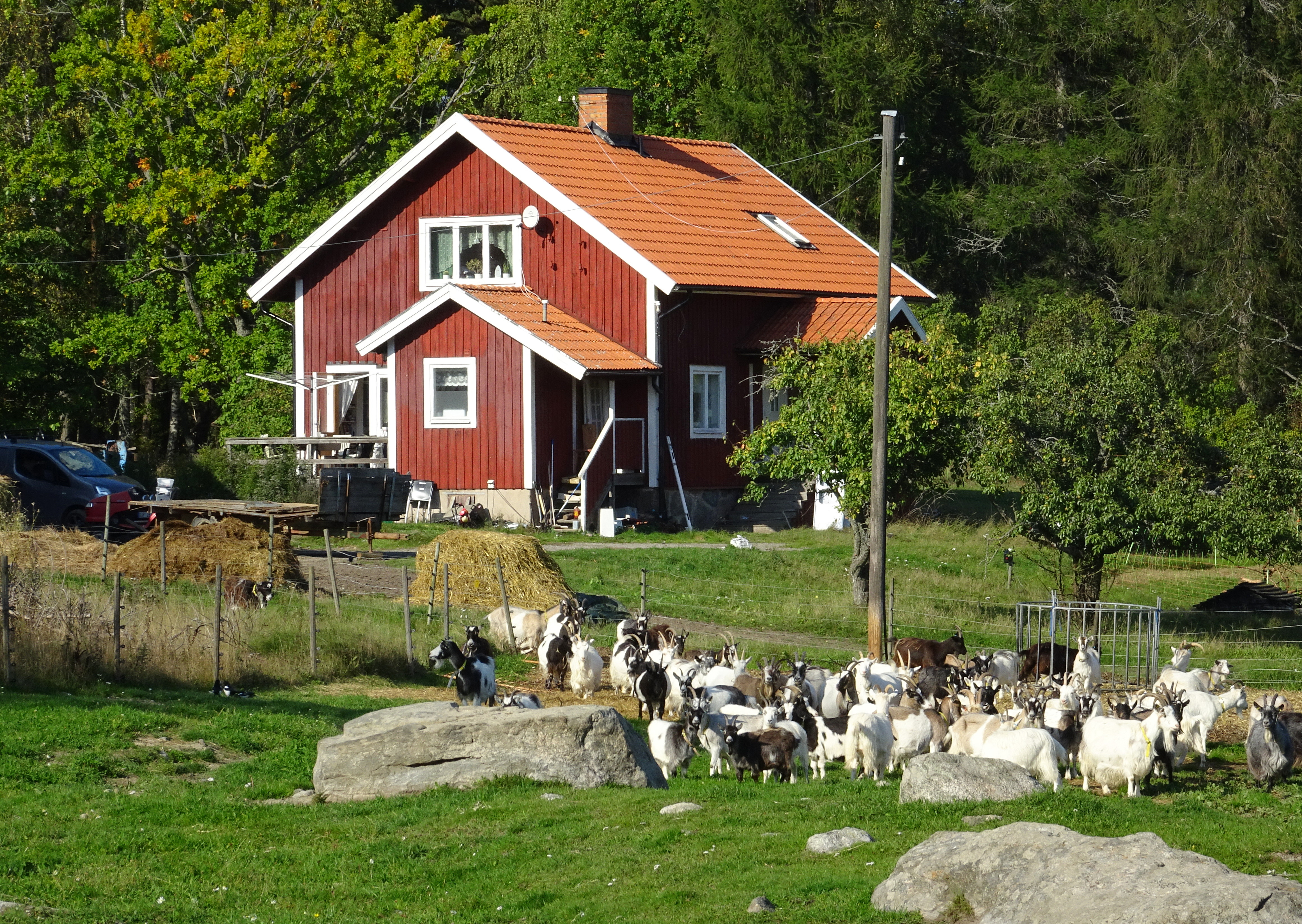
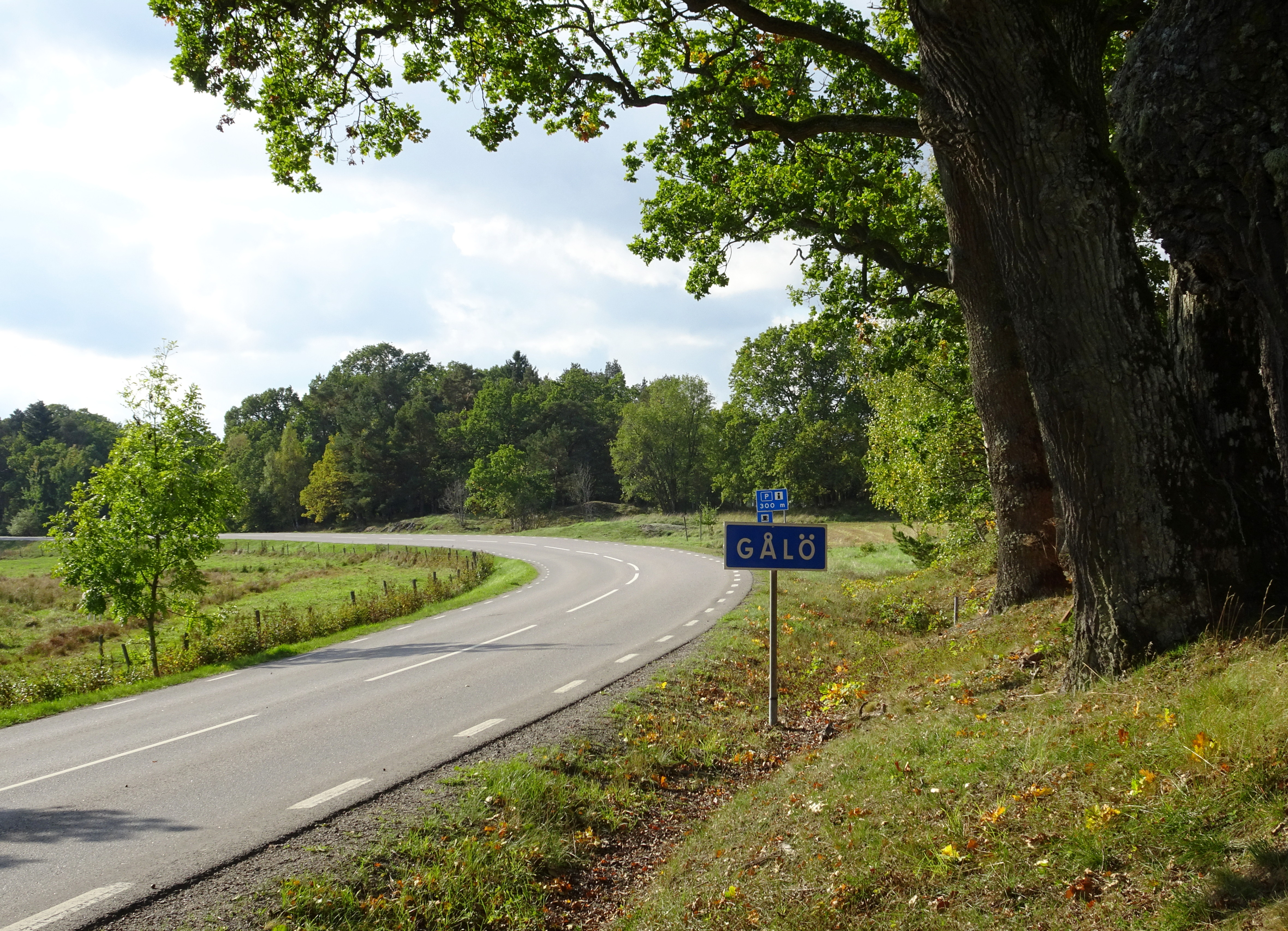

Le paysage côtier
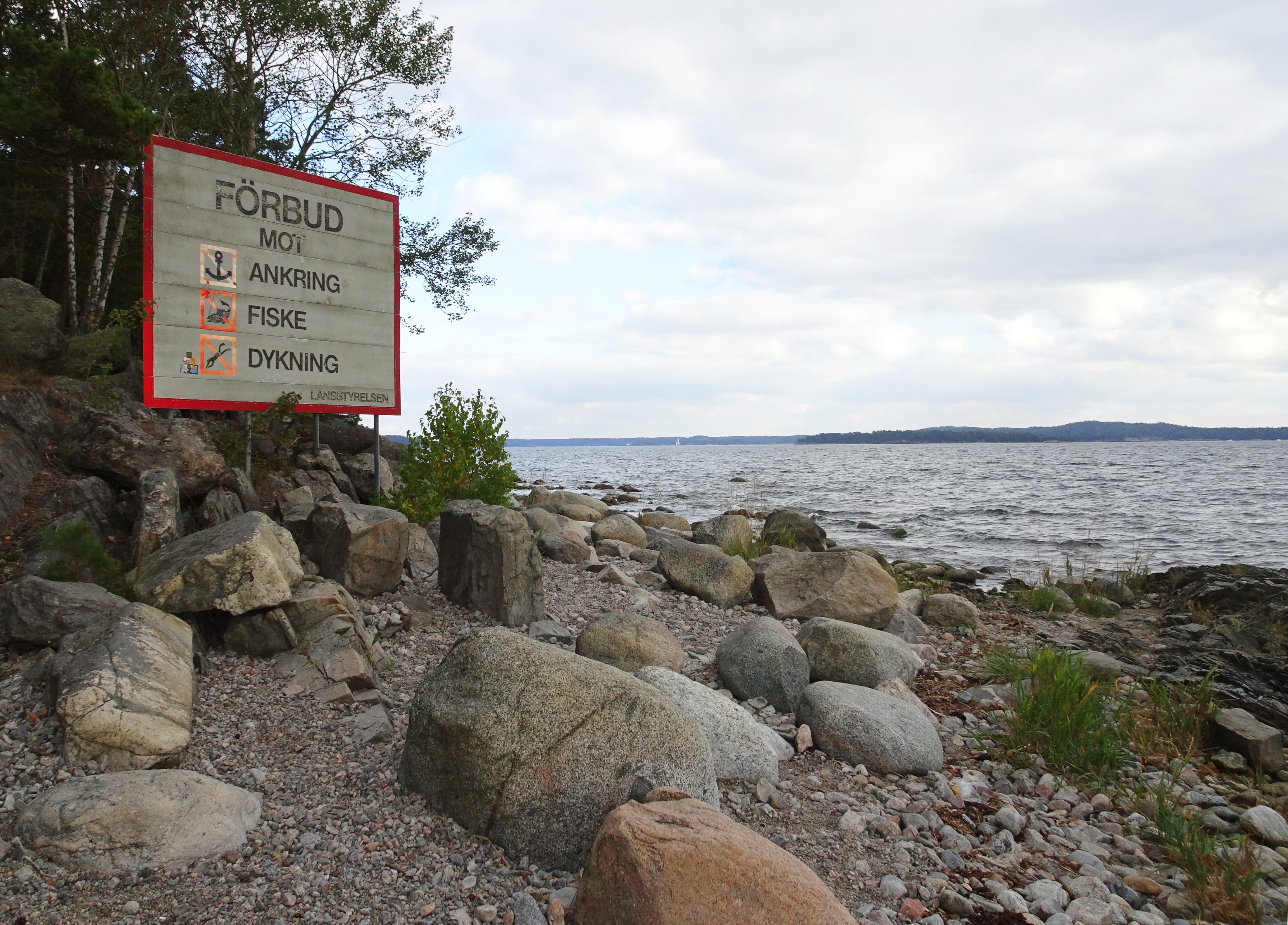
La plage de pierre au sud de Havstornsudd.
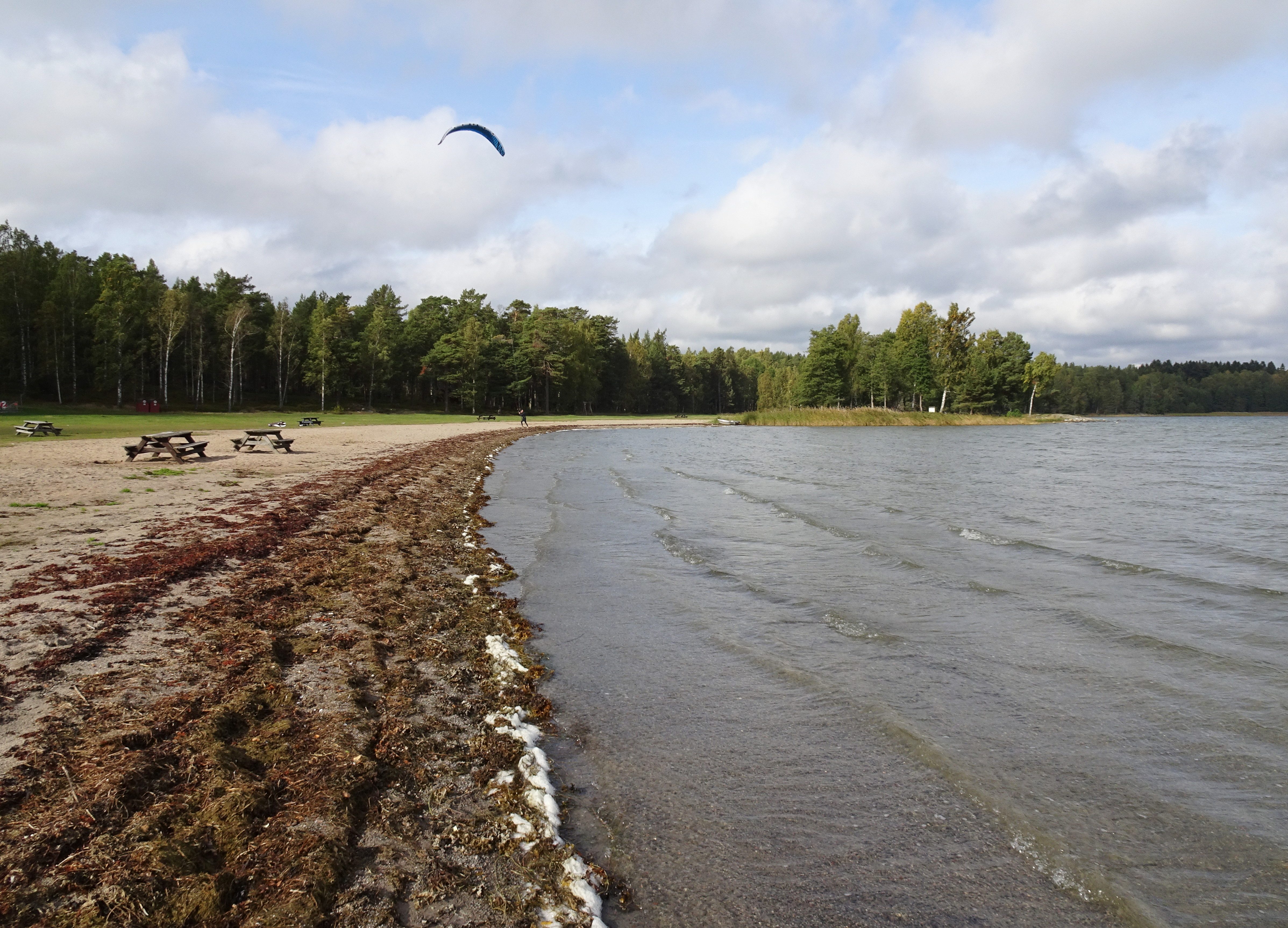
La plage de sable des bains de mer de Gålö.
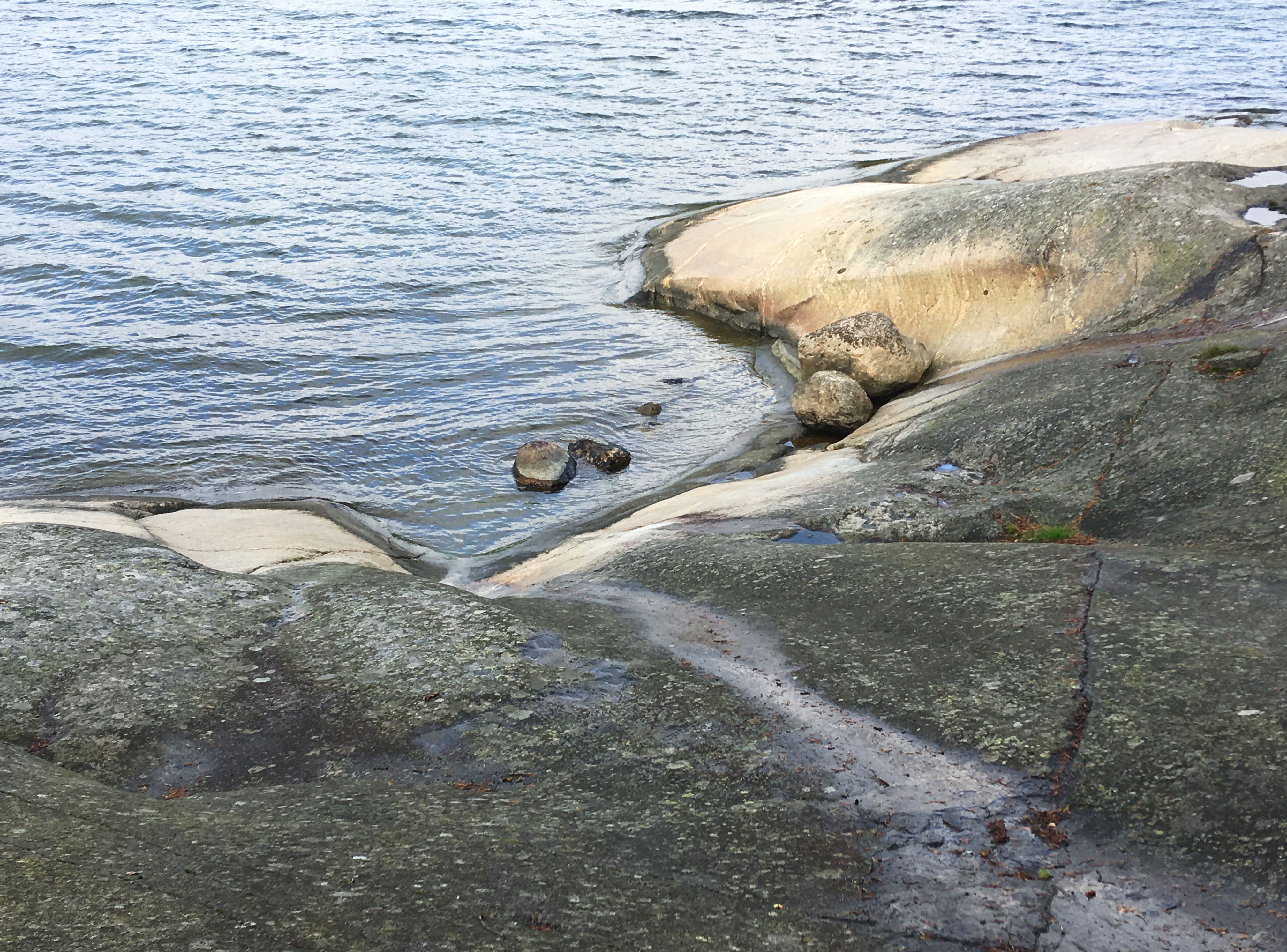
Rochers polis sur l'îlot de Skälåker.

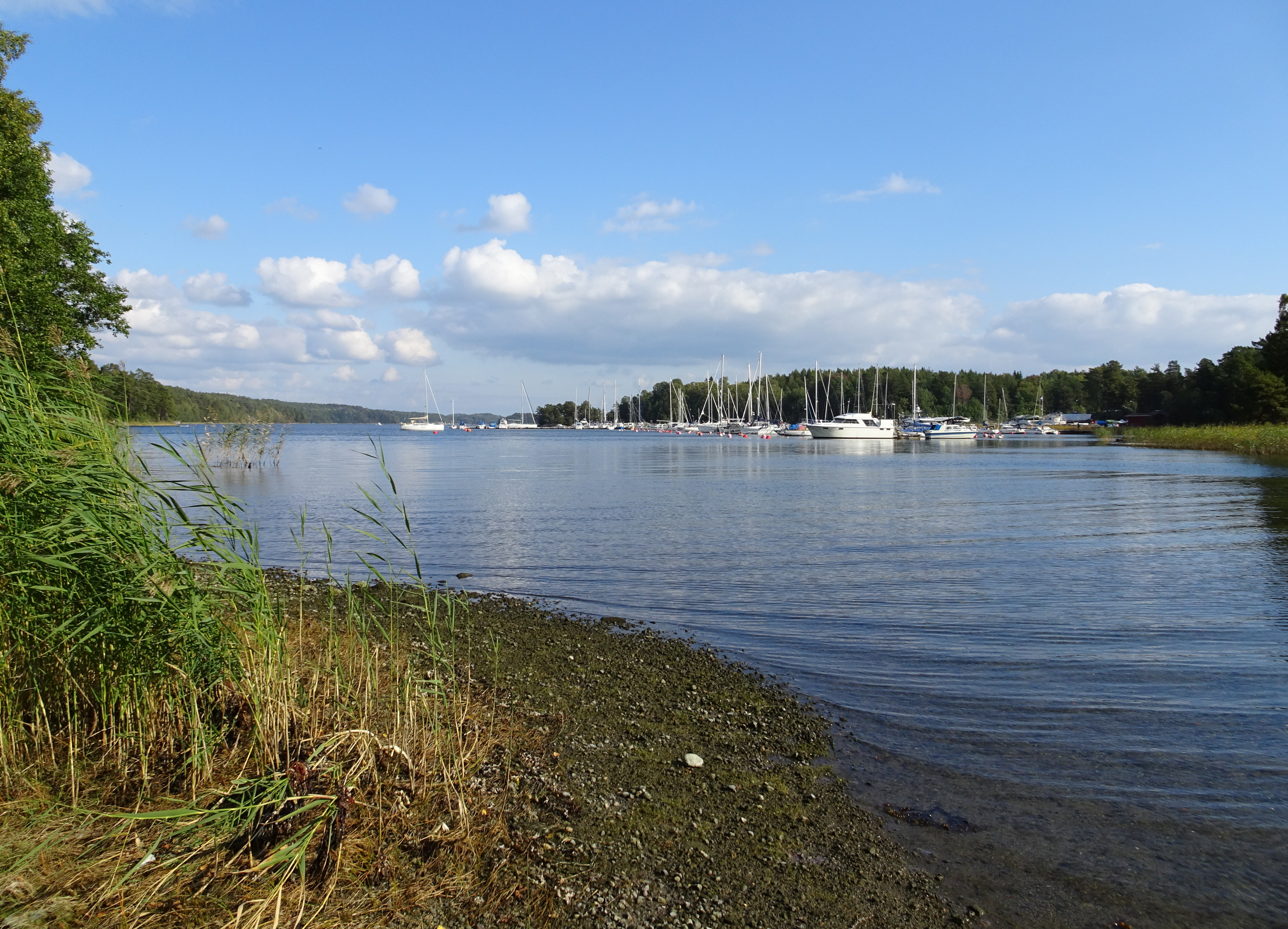
Långgarnsfjärden à Oxnö.
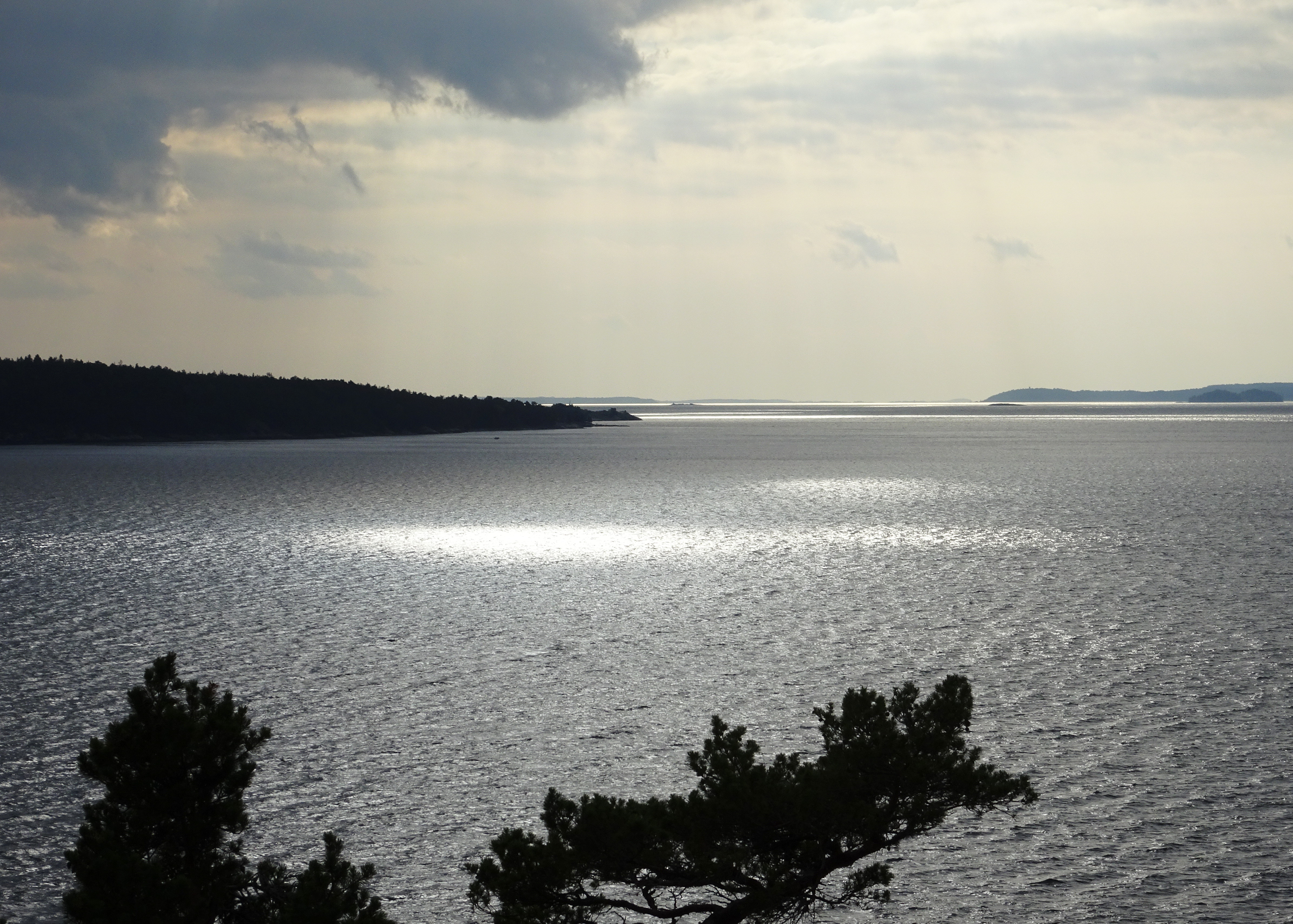
Fåglaröfjärden et Mysingen vus de Havtornsudd.
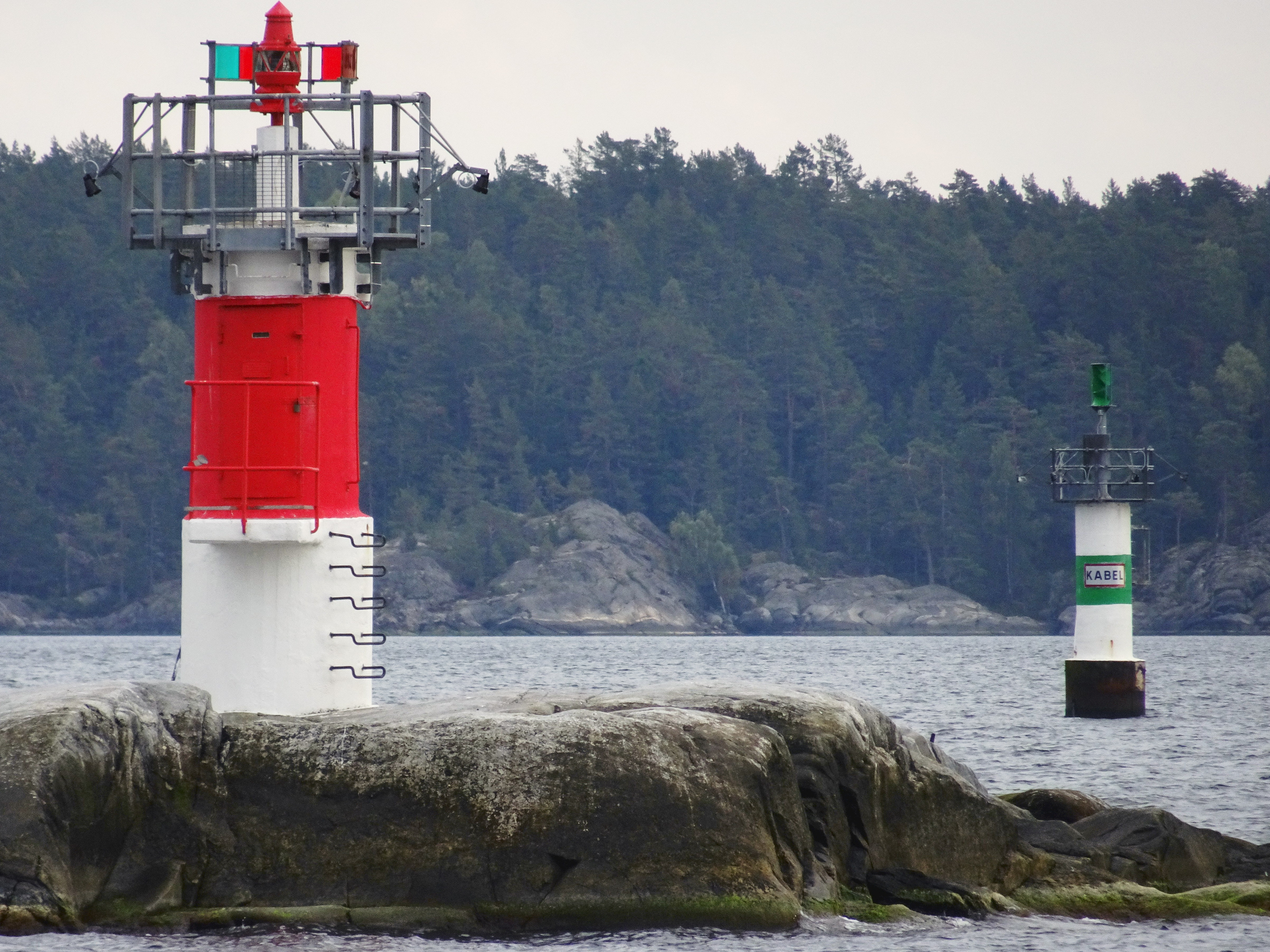
Le phare de Gålö.